# Макарон
Макарон  или француски макарун  је посластица базирана на пуслицама, направљен са беланцима, шећером у праху, гранулираним шећером, бадемовим брашном и бојом за храну.
Традиционално се сматра да је макарон у Француској увео италијански кувар краљице Катарине Медичи током ренесансе. Од 19. века, типични макарон у париском стилу је са ганашом, кремом од путера или џемом пуњеним између два таква колачића, слично сендвичу. Благо је влажан и лако се топи у устима. Макарони се могу наћи у широком спектру укуса који се крећу од традиционалних (малина, чоколада) до необичних (гушчија џигерица, мача).

## Име
Постоје неке варијације у томе да ли се користи термин „макарон“ или „макарун“, а сродни кокосов макарун се често меша са макароном. У Северној Америци је већина пекара усвојила француски правопис „макарон“ за ставку на бази пуслице. Професор лингвистике са Станфорда Данијел Јурафски описује како две посластице имају заједничку историју са макаронима (италијански maccheroni, од грчког μακαρια). Јурафски напомиње да се француске речи које се завршавају са „-он“ позајмљене у енглеском у 16. и 17. веку обично пишу са „-оон“ (на пример: balloon, cartoon, platoon). У Великој Британији многе пекаре и даље користе израз „макарун“. 

## Историја
Према Дану Јурафском, из часописа Slate, арапске трупе из Ифрикије (данашњи Тунис) донеле су са собом нове технике (израду папира) и храну попут лимуна, пиринча и пистаћа током окупације Сицилије 827. године. То је укључивало многе слаткише на бази ораха - пецива са кремом од слатког бадема. Ово слатко пециво преузето је од сасанидских шахова у Персији, где је колач од бадема направљен за прославу Зороастријске Нове године (Nouruz). На Сицилији (и у Толеду, Шпанија, још једна додирна тачка између муслиманске и хришћанске културе) ова пецива су се развила у разне дезерте, попут колача од бадемове пасте који се зову марципан и калишони. Године 1154. Мухамед ал-Идриси је известио о производњи нудли, која је такође први пут изведена на Сицилији. Под заједничким изразом макаруни, Арапи су називали млевене производе од житарица као нудле и теста. Италијани су позајмили макероне од макаруни, одакле потичу данашњи макарони.
Кулинарска енциклопедија Larousse Gastronomique (1988) наводи порекло макарона до француског манастира у Кормерију у 8. веку (791). Истовремено, енциклопедијски запис шири побожну легенду да је облик пецива са напуклом кором напуштен из пупка монаха.
Швајцарска онлајн енциклопедија о историји печења, с друге стране, датира прве бадемове кексе у 11. век под окриљем султана и првог краља династије Алморавида Јусуфа ибн Ташфина, где се служио колач од бадема гурабија углавном током Рамазана. Бадемови кекси су се проширили од Арабије до Сицилије чак до Венеције, где се израз макароне углавном користио за описивање финих кекса.
Макарони се производе у венецијанским манастирима од 8. века нове ере. Током ренесансе, италијански посластичари француске краљице Катарине Медичи, направили су их када их је донела у Француску 1533. године након удаје за Анрија II. Према Larousse Gastronomique, макарон је настао 1791. године у самостану близу Кормерија. Године 1792. макарони су почели да стичу славу када су две часне сестре кармелићанке, тражећи азил у Нансију током Француске револуције, испекле и продале колачиће макарон како би платиле свој смештај. Ове монахиње су постале познате као „сестре макароне“. У тим раним фазама, макарони су се служили без посебних укуса или пуњења.
Тек тридесетих година 20. века макарони су почели да се служе два по два уз додатак џемова, ликера и зачина. Макарон какав је данас познат, састављен од два диска од бадемове коре испуњене слојем крема или џема, првобитно се звао "Gerbet" или "Paris macaron". Пјеру Дефонтену, из француске посластичарнице Ladurée, понекад се приписује ова креација почетком 20. века, али други пекар, Клод Гербет, такође тврди да су га они измислили.  Француске пекаре макарона постале су модерне у Северној Америци 2010 -их.

## Најранији рецепт
Многе италијанске куварске књиге из 16. века спомињу бадемове кексе који веома личе на макарон, иако под различитим именима. Најранији познати рецепт датира из раног 17. века и изгледа да је инспирисан француском верзијом рецепта.

## Метод
Постоје две главне методе за прављење макарона - „француска“ метода и „италијанска“ метода. Разлика између њих је начин на који се прави смеса од беланаца.
У француској методи, беланца се умуте а просејани, млевени бадеми и шећер у праху полако се додају док се не постигне жељена конзистенција. Овај процес избацивања ваздуха и редоследа назива се макаронажа.
Италијанска метода подразумева мућење беланаца са врућим шећерним сирупом да се образује маса од беланаца. Просејани бадеми и шећер у праху се такође помешају са сировим беланцетом да се добије паста. Масе се помешају заједно да би се добила мешавина макарона. Ова метода се често сматра структурно здравијом, али и слађом, а такође захтева и термометар за шећерни сируп.
И италијанска и француска маса од беланаца могу се комбиновати са млевеним бадемима.
Макарон се добија комбиновањем шећера у праху и млевених бадема у фину смесу. У посебној чинији беланца се истуку до потребне конзистенције. Два елемента се затим мешају заједно док не буду конзистенције "пене за бријање", а затим се обликују, оставе да формирају корицу и пеку. Понекад се додаје пуњење.

## Варијације

### Француска
"Макарони из Амјена", произведени у Амјену, мали су макарони округлог облика кекса типа кекса направљени од пасте од бадема, воћа и меда, први пут забележени 1855. године.
Град Монморијон познат је по својим макаронима и има музеј посвећен њима. Rannou-Métivier је најстарија пекара у Монморијону, која датира из 1920. Традиционални рецепт за пецива из Монморијона остао је непромењен више од 150 година.
Град Нанси у Лоренској регији има историју са макаронима. Речено је да је игуманија Ремијеремона основала ред часних сестара под називом "Dames du Saint-Sacrement" са строгим правилима исхране која забрањују конзумацију меса. Две часне сестре, сестре Маргерита и Мари-Елизабет заслужне су за стварање макарона Нанси који одговара њиховим прехрамбеним потребама. Постале су познате као "Макарон сестре" (Les Soeurs Macarons). Године 1952. град Нанси им је дао почаст дајући њихово име Rue de la Hache, где је измишљен макарон.

### Јапан
Макарони у Јапану су популарна посластица позната као マカロン (макарон). Постоји и друга широко доступна верзија макарона која брашно од кикирикија замењује бадемом и аромом у стилу посластице вагаши.

### Швајцарска
У Швајцарској, Luxemburgerli (такође Луксембургер) је робна марка кондиторских производа коју производи Confiserie Sprüngli у Цириху, Швајцарска. Луксембургерли је макарон  који се састоји од два диска са пуњењем од маслаца, иако су доступни и различити укуси. Луксембургерли су мањи и лакши од макарона других произвођача.

### Сједињене Америчке Државе
Посластичари у Сједињеним Државама уредили су класични колачић тако да укључује традиционалније америчке укусе. Укуси макарона који су доступни у САД познати су по томе што укључују чоколадни чипс од нане, путер и желе од кикирикија, сникерс, шампањац од брескви, пистаће, чизкејк од јагода, слатки кукуруз, слана переца, маслац од кикирикија од чоколаде, зобене пахуљице, цимет, бундеву и слане кокице од карамеле. 

### Јужна Кореја
Осим макарона, у Јужној Кореји се конзумирају и дебели карони. Да би повећали ситост, пекари су почели дебело да пуне макароне и тако је рођен дебели карон.

## Популарност
У Паризу, ланац посластичарница Ladurée је познат по својим макаронима око 150 година. 
У Португалији, Аустралији, Француској, Белгији, Швајцарској и Холандији, Мекдоналдс продаје макароне. 
Изван Европе макарон у француском стилу може се наћи у Канади и Сједињеним Државама.  
У Аустралији су Адриано Зумбо и његова ТВ серија МастерШеф допринели да макарон постане популарни слаткиш, а сада га Мекдоналдс продаје у аустралијским продавницама Меккафе.